# Joris De Boer
Joris de Boer (18 augustus 1989) is een Nederlands wielrenner. Hij kwam één seizoen uit voor Line Lloyd Footwear Cycling.
Momenteel maakt hij furore bij zijn huidige ploeg Team Eriks-Welkers dat uitkomt in de amateur/sportklasse.
In 2019 wist hij tijdens de Tour de Lasalle het sprintklassement op zijn naam te zetten.

## Belangrijkste overwinningen
2011
Winnaar 9e etappe Ronde van Costa Rica
2018
1e plaats Wielerronde 't Veld